# David Amoo
David Amoo (London, 1991. április 13. –) angol labdarúgó, aki középpályásként játszik a Tranmere Roversben.